# 이건춘 (1943년)
이건춘(李建春, 1943년 ~ , 충남 공주)은 서울지방국세청장, 국세청장, 건설교통부 장관을 지낸 대한민국의 공무원이다. 현재 법무법인 태평양의 상임고문으로 활동 중이다.

## 학력
- 연세대학교 행정학과 학사

## 약력
- 1971년: 행정고시 합격(10회)
- 1980년: 충청남도 논산세무서 서장
- 1985년: 서울 개포 · 반포세무서 서장
- 1993년: 국세청 재산세 · 직세국 국장
- 1995년: 경인 · 중부지방국세청 청장
- 1997년: 서울지방국세청 청장
- 1998년: 국세청 청장
- 1999년: 건설교통부 장관
- 2001년 ~ : 법무법인 태평양 고문
- 2011년 1월 ~ 2019년 5월 : 국세동우회 제7대 회장
- 2017년 12월 ~ : 안민정책포럼 고문
- 2018년 10월 ~ 2026년 11월 : 학교법인 연세대학교 이사(개방이사)

| 전임 임채주 | 제11대 국세청장 1998년 3월 9일 ~ 1999년 5월 23일 | 후임 안정남 |

| 전임 이정무 | 제5대 건설교통부 장관 1999년 5월 24일 ~ 2000년 1월 14일 | 후임 김윤기 |